# Extrofia vesical
Extrofia vesical es una malformación congénita del aparato urogenital, en donde la mucosa de la vejiga se encuentra al descubierto y se aprecian con facilidad uréteres y uretra. Esta malformación ocurre tanto en bebés recién nacidos como en animales.

## Epidemiología
Es una enfermedad rara, se presenta en 1 de cada 40,000-50,000 nacimientos en relación de 2:1 hombre-mujer.

## Etiología
Se produce debido a un fallo en el desarrollo fetal en el que la pared abdominal no cierra y deja la vejiga expuesta.

## Patogenia
Esta anomalía resulta de una membrana cloacal demasiado grande y a menudo coexiste con epispadias. En estado normal, la pared abdominal por delante de la vejiga es formada por el mesodermo de la línea primitiva, que emigra alrededor de la membrana cloacal. En caso de no ocurrir esta migración a causa de tamaño excesivo de la membrana, la rotura de la membrana cloacal puede extenderse en dirección craneal más que lo acostumbrado, lo cual origina ectopia vesical.

## Clasificación
El Complejo de extrofia-epispadias se presenta en 3 variantes:
- Extrofia cloacal
- Extrofia vesical
- Epispadias

## Diagnóstico

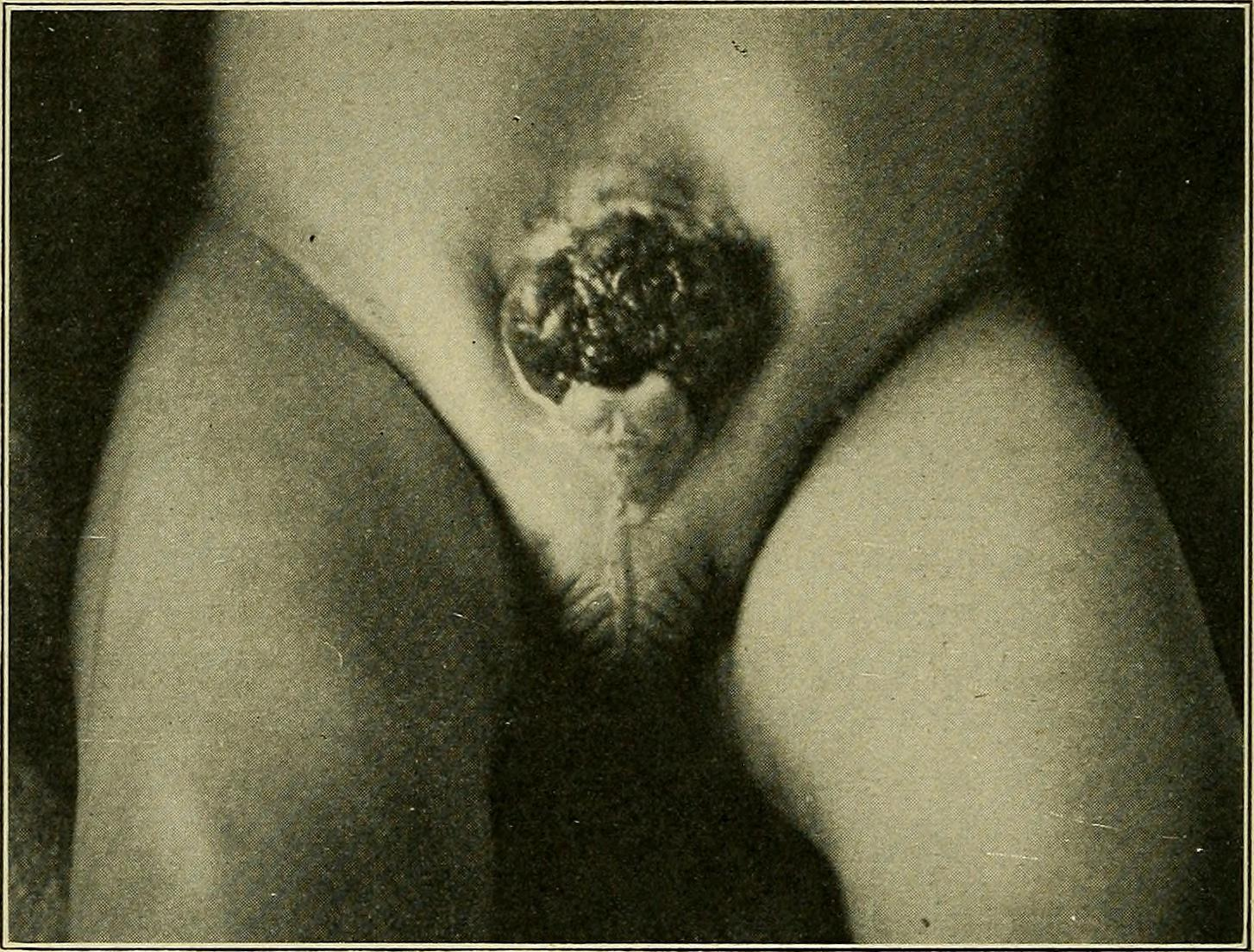
Extrofia vesical.

El diagnóstico incluye anomalías en la pared abdominal inferior, vejiga, pelvis ósea, y los genitales externos.

## Tratamiento
La terapia pretende la reconstrucción quirúrgica de la vejiga y los genitales. Los pacientes pueden presentar largo plazo problemas de infección en vías urinarias y disfunción eréctil.

## Pronóstico
Incluso con una cirugía exitosa, los pacientes pueden tener problemas a largo plazo con:
- Incontinencia urinaria
- Reflujo urinario
- Infecciones urinarias frecuentes
- Adenocarcinoma vesical
- Adenocarcinoma de colon
- Disfunción eréctil
- Dolor
- Prolapso uterino